# Vengikkal
Vengikkal es una  ciudad censal situada en el distrito de Tiruvannamalai en el estado de Tamil Nadu (India). Su población es de 18244 habitantes (2011). Se encuentra a 3 km de Tiruvannamalai y a 82 km de Vellore.

## Demografía
Según el censo de 2011 la población de Vengikkal era de 18244 habitantes, de los cuales 9278 eran hombres y 8966 eran mujeres. Vengikkal tiene una tasa media de alfabetización del 90,15%, superior a la media estatal del 80,09%: la alfabetización masculina es del 94,31%, y la alfabetización femenina del 85,91%.